# 도미자와정
도미자와정(富沢町)은 야마나시현 미나미코마군에 존재했던 정이다. 정명은 도미카와촌과 만자와촌의 합병에서 명명하였다.
2003년 3월 1일에 난부정과 합병해, 새로운 난부정이 발족하여. 동일에 도미자와정이 폐지되었다.

## 역사

### 중세
헤이안 시대 후기에는 가이겐지 일족이 각지에 진출해, 정역의 남부향에는 난부씨가 거처했다.난부씨는 그 후, 무쓰쿠니에 이주하지만, 잔류한 카와치 난부씨의 동향이 전국시대까지 알려진다.
전국기에는 가이코쿠 수호 타케다씨의 일족 아나야마씨가 가와치 지방에 진출한다.아나야마씨는 카와치 남부에 남은 카와치 남부씨를 구축해, 가와치령의 통일을 달성한다. 전국기의 보람에서는 수호 타케다씨와 아나야마씨등 유력 국가중, 타국 세력이 관계해 복잡한 난국 상태가 되어, 아나야마씨는 스루가 이마가와씨에게 종속해 다케다씨에게 대항했다.

### 근현대
근세에는 고마군 니시가와치령으로 3개 촌이 성립한다. 만자와에는 구치류 초소가 놓여져, 같은 초소가 놓여진 대안의 남부와 묶는 도주장이 있어, 에도·메이지 초기에는 후지카와 수운에서도 번창한다. 가와치 지방은 산간지역에서 경작지가 부족하지만, 가와치(河内)지방은 온난한 지역으로 삼림자원이 풍부하여 주요 산업인 임업 외에 삼향이나 닥나무를 재배하여 종이를 뜬다.
전후에는 관광업으로 이행해 죽순의 산지나 차 재배로도 알려졌다
- 1955년 2월 11일 - 도미카와촌, 만자와촌이 합병해 성립하였다.
- 2003년 3월 1일 - (구) 난부정과 합병해 새로운 난부정이 성립하여, 동일 도미자와정은 폐지되었다.